# 興和生命科学振興財団
公益財団法人興和生命科学振興財団（こうわせいめいかがくしんこうざいだん、英称：Kowa　Life　Science　Foundation）は、人類の疫病の予防と治療に関する自然科学の研究に対して助成を実施している公益法人。元文部科学省所管。

## 概要
1987年（昭和62年）3月23日、興和グループの医薬事業開始40周年記念事業として設立された財団法人で、理事長は興和株式会社社長の三輪芳弘。法人認可は2008年（平成20年）5月12日。
主な事業は、人類の疾病の予防と治療に関する自然科学の研究に対する助成や研究者の国際交流に対する助成、また研究会・研修会等の開催およびその援助とこれらの目標を達成に必要な事業としている。